# Quartier Saint-Cyprien
Saint-Cyprien, Sant Çubran [sant sy'bra] est un quartier de la ville de Toulouse. Situé sur la rive gauche de la Garonne, il a connu un fort développement ces dernières années.
Cet ancien faubourg de la ville de Toulouse, souvent inondé dans le passé, est réputé populaire, cosmopolite (en raison des coiffeurs afros et des magasins alimentaires de produits exotiques), vivant et convivial.
Les vieux Toulousains appelaient ce quartier populaire, avec une familiarité entendue, « Saint-Cypre », les jeunes se contentant d'un « Saint-Cyp’ » abrégé.
Aujourd'hui, pour la mairie, le quartier s'appelle secteur 2 rive gauche, et couvre des zones comme Saint-Cyprien, Croix-de-Pierre, Route d'Espagne, notamment. C'est devenu un quartier prisé de Toulouse, cosmopolite et apprécié, notamment en raison de sa proximité avec le centre-ville.

## Situation historique
Le faubourg Saint-Cyprien, en étant sur la rive gauche de Toulouse, marque le début des routes vers la rive gauche :
- route vers Lugdunum Convenarum (l'actuelle Saint-Bertrand-de-Comminges), Valentine et l'Espagne, par l'avenue de Muret
- route vers Auch, Tarbes et Bayonne, documentée par Cassini, en 1797 dans sa carte nationale de par l'ex-Avenue de Bayonne (aujourd'hui, avenue de Grande-Bretagne) (& barrière de Bayonne)
- route vers Lombez, par l'avenue de Lombez et la barrière de Lombez

## Histoire
En 1177, un acte appelle le faubourg vila sancti Cypriani. L'église Saint-Nicolas de Toulouse date du douzième siècle. L'Hôtel-Dieu Saint-Jacques est au moins aussi ancien.
Le quartier plonge ses racines dans l’antique tradition de la reine Pédauque dont on ne connaît que des légendes et un aqueduc romain qu'on baptisa « Aqueduc de la reine Pédauque ». Le tracé et le nom de cet aqueduc qui partait de Saint-Simon et traversait la Garonne sur le pont de Pédauque se retrouvent dans la rue des Arcs-Saint-Cyprien. Pè d'auca signifie « patte d'oie » en occitan. Mais la place de la Patte-d'Oie a peut-être simplement reçu son nom à partir de sa configuration : une large avenue venant du centre ville via le Pont-Neuf ; cette avenue donne naissance à trois grandes voies en éventail (plus la petite rue de La Gravette).
Avant 1631, le quartier Saint-Cyprien était limité par la future rue Bonaparte, depuis la Garonne jusqu'aux fontaines, puis jusqu'à l'hospital de la peste (La Grave).
Par la suite le bâtiment à l'angle de la ville donne la place du Ravelin. Ainsi, en 1844 et 1847, la ville s'ouvre : la place Saint-Cyprien et la place du Fer-à-Cheval. Les fontaines ont alors donné la rue des Fontaines, et le canal de fuite des fontaines qui débouche sur une usine , . Ces ouvertures furent réalisées avant 1814 .
En 1792, l'Arsenal des Pyrénées est créé sous la Révolution, sur l'avenue de Bayonne (actuelle avenue de Grande-Bretagne).
En 1802, sous le Consulat, sont installés une zone d’essais et un champ de manœuvres dans un périmètre situé entre Patte d'Oie et la butte de Purpan : “le Polygone d’Artillerie” (plan polygone).
Paroisse sous l'Ancien Régime et déclarée commune en 1790, Saint-Cyprien porta le nom de La Gaîté durant la Révolution, puis fut rattachée à Toulouse avant 1794.
Avant 1830, il existait une grande-rue Saint-Cyprien. Celle du XVe siècle au XVIIIe siècle fut vraisemblablement renommée grande-rue Saint-Nicolas, celle de 1806 à 1830 rue de la République.
En 1814, le faubourg fut attaqué par les Anglais et les Espagnols concomitamment à la bataille de Toulouse. Après cette dernière, l’École royale d'Artillerie est transférée de l’Arsenal au Polygone d’Artillerie en 1840.
En 1839, alors que le faubourg était équipé de deux barrières d'octroi, des alignements de rue furent envisagés.
Vers 1848 la place extérieure Saint-Cyprien devient la place François-Roguet.
À l'époque de la crue de 1875, il y avait un octroi dans la commune de Toulouse. La frontière de la ville et donc du faubourg Saint-Cyprien passait alors depuis la Garonne, par les limites de l'octroi, lieux qui sont aujourd'hui devenus le rond-point Croix-de-Pierre, l'actuel boulevard Déodat-de-Séverac, la place Émile-Mâle, le boulevard Gabriel-Koenigs, la barrière de Lombez et le boulevard Jean-Brunhes, qui revient sur la Garonne.
Durant les grandes crues de 1875, le quartier fut laissé à la merci de l'eau car elle dépassa trois mètres cinquante au-dessus du sol, par endroits. Les habitants du quartier durent être évacués vers le faubourg dont les habitants eurent à partager leur refuge provisoire avec les fous, les pauvres, les parias et autres personnes exclues de la société. La faubourg Saint-Cyprien, qui incluait alors l'avenue de Muret et la Croix-de-Pierre a vu mille deux maisons écroulées ; le faubourg Saint-Cyprien, c'est-à-dire la rive gauche de la ville comptait alors trente mille habitants.
Entre le Fer-à-Cheval et le Château d'eau, la Garonne s'est creusée comme un second lit sur trois mètres de profondeur, en ligne droite comme la corde d'un arc.
Malgré cela, des édifices imposants restèrent intacts comme l’église du Sacré-Cœur, le Pont-Neuf et le cimetière de Rapas (précédemment appelé Saint-Nicolas mais rebaptisé à la demande de M. Rapas qui céda des terres à la ville de Toulouse pour l'agrandissement du cimetière qui devint ainsi le plus grand cimetière toulousain).
En conséquence des inondations à Toulouse, il a été décidé que les autorisations de construction ou reconstruction ne sont données qu'à condition de suivre les prescriptions suivantes:
- les murs sont construits en matériaux solides et mortier de chaux, sans brique verte et sans mortier de terre,
- les murs atteignent trois mètres cinquante au-dessus du sol,
- les murs dépassent de deux mètres le plan d'eau du 23 juin 1875.

Au XXe siècle, le nom de l'avenue de Bayonne (d'après la ville vers où elle menait) fut remplacé par le nom de l'avenue de Grande-Bretagne,.
De nombreux républicains espagnols fuyant le franquisme et la fin de la guerre d'Espagne se sont installés dans le quartier dans les années 1939-1941.
Dans le faubourg Saint-Cyprien fut construite, entre 1952 et 1961, la cité Roguet, à l'emplacement de l'ancienne gare Roguet.

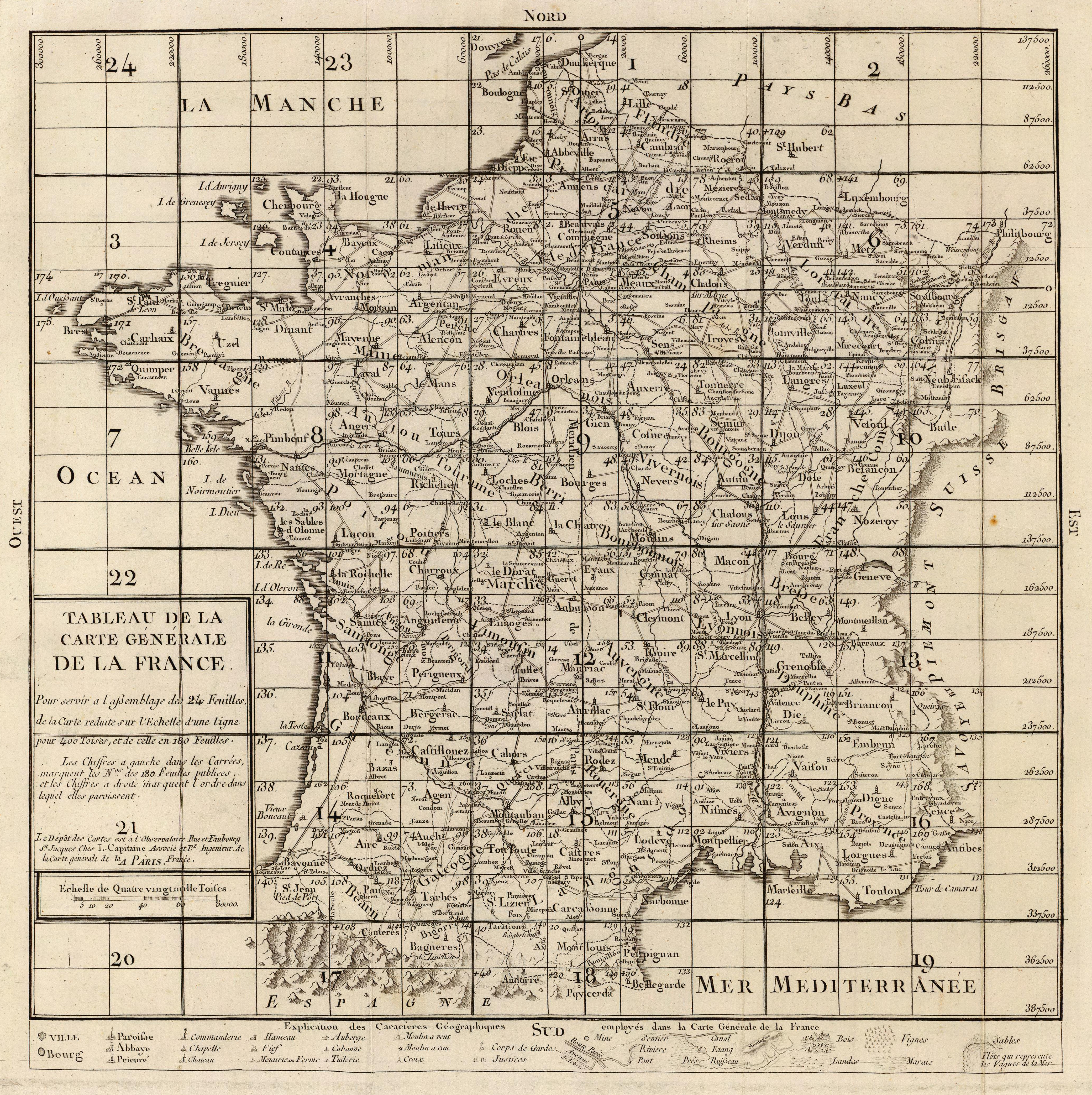
Carte générale de la France, 1797: route Toulouse Bayonne, via Auch et Tarbes, d'après Cassini
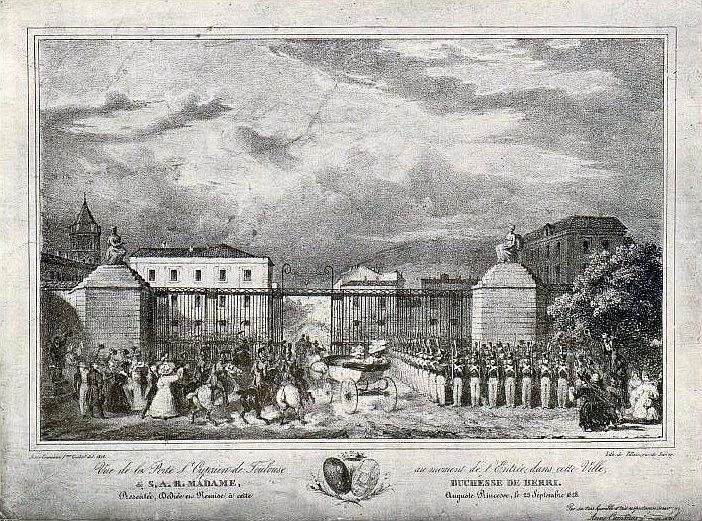
Porte Saint-Cyprien, 23 septembre 1828, la Duchesse de Berry entre dans Toulouse.
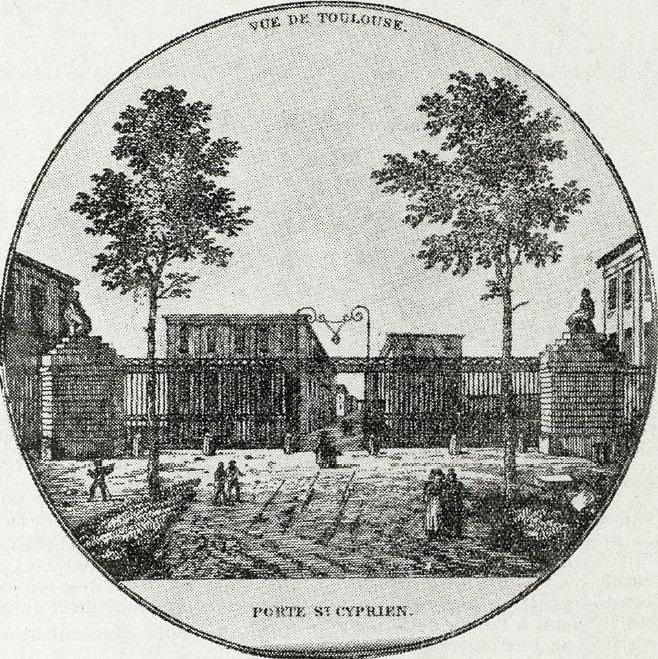
Les grilles de la Porte Saint-Cyprien, avant l'inondation de 1875.
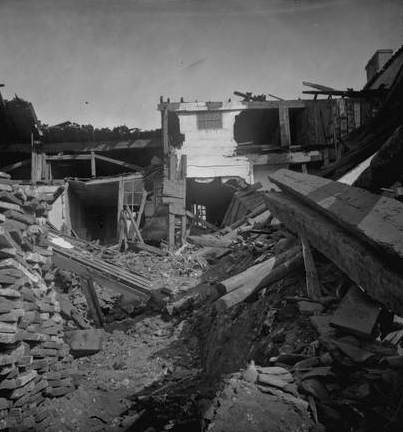
Maisons détruites, lors de la crue de 1875.
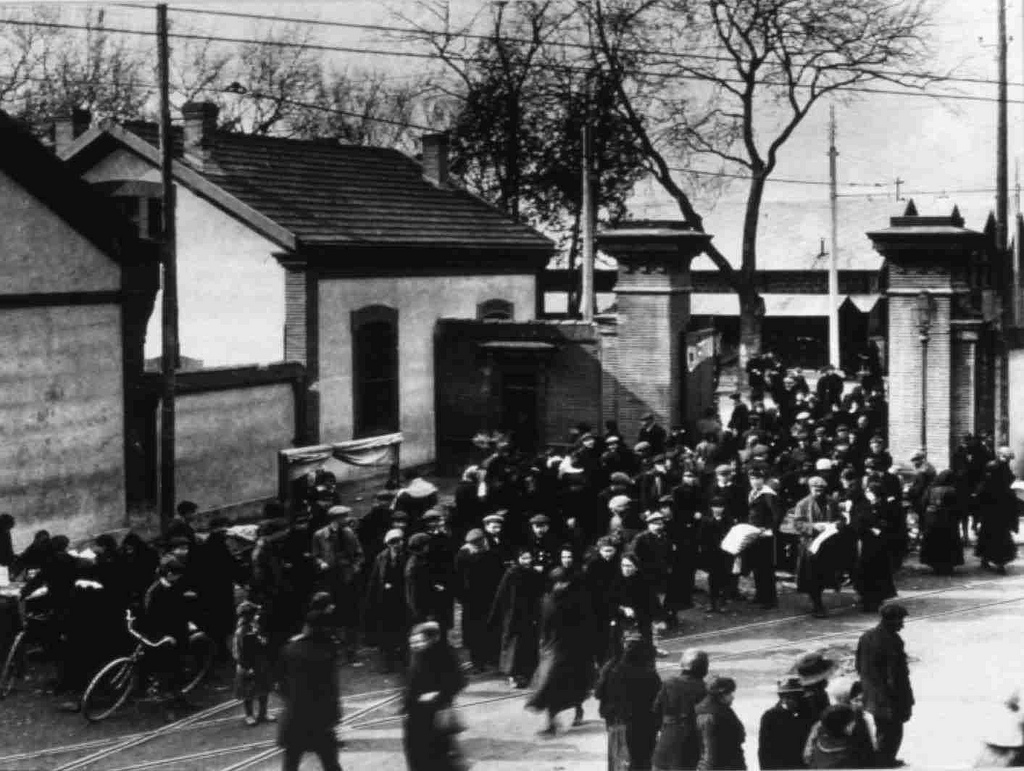
Sortie de l'usine de la cartoucherie vers 1900.
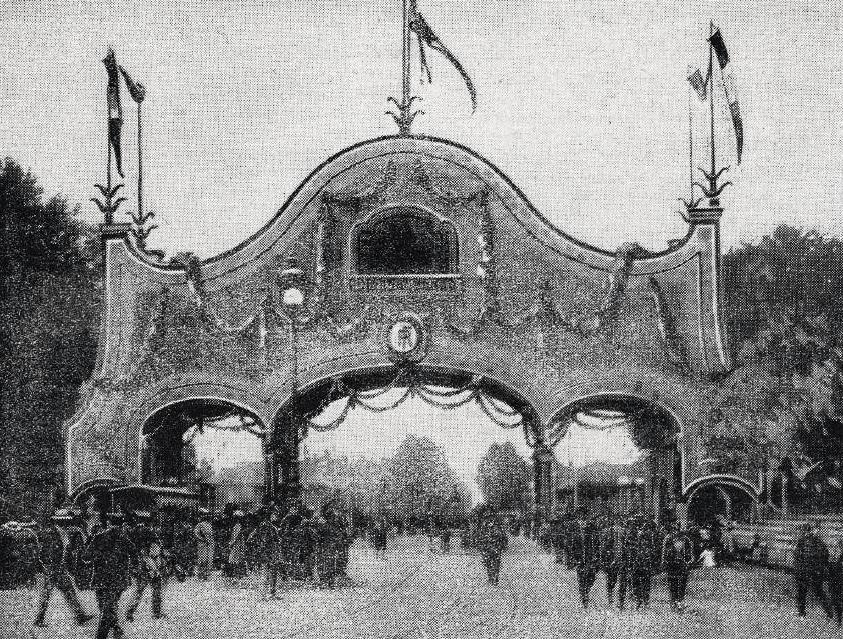
L'Arc de Triomphe, pour la venue de Raymond Poincaré le 17 septembre 1913.

## Voies de communications et transports

### Transports en commun
Aujourd'hui le métro donne au quartier une nouvelle fraîcheur, que les bars et autres nombreux restaurants de la place Saint-Cyprien exploitent à volonté. Le marché de la place François-Roguet, le musée d'art moderne des Abattoirs et la vitalité de la rue de la République lui confèrent aujourd'hui un charme de quartier urbain convivial.
Le quartier a donné son nom à la gare ferroviaire Saint-Cyprien, puis à la station de métro Saint-Cyprien – République, les deux bien qu'elles aient un nom similaire sont pourtant éloignées l'une de l'autre de deux stations de métro.
La gare Saint-Cyprien se trouve dans le quartier des Arènes.
- Cours Dillon
  - Ville

- Saint-Cyprien – République
  - 13144566Ville

- Patte d'Oie
  - 144566

- Arènes (Saint-Cyprien – Arènes) (à proximité directe)
  - TER Occitanie
  - L2L3
  - 143467

## Le marché Saint-Cyprien

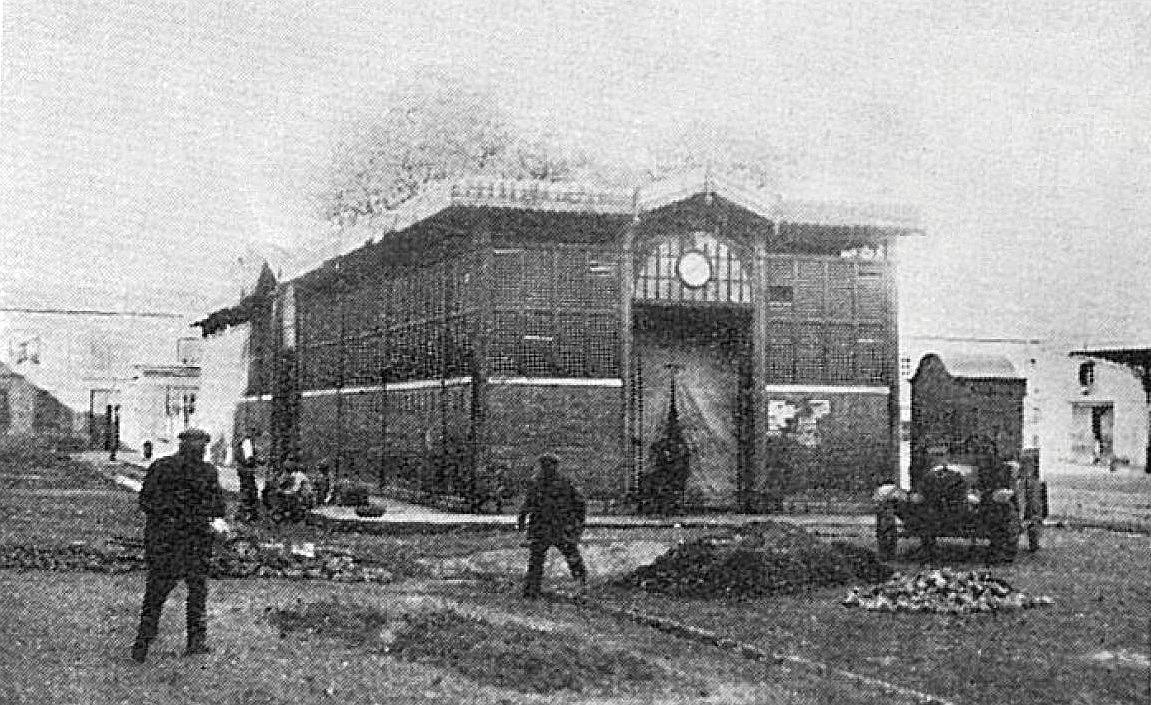
Le marché couvert, en 1934.

Le quartier Saint-Cyprien étant éloigné du centre de la ville est mal approvisionné. En 1856, l'idée d'un marché pour desservir ce quartier éloigné et assez peuplé est émise. Mais le marché n'est pas construit. Le projet resurgit en 1859 puis en 1867 et à nouveau en 1884 sans qu'il ne soit apporté de réponse à la construction de cet établissement. En 1886, Camille Ournac propose la création de nouveaux marchés dont un à Saint-Cyprien.
Ce n'est que quand Camille Ournac est élu, en 1888, à la tête de la municipalité, que le projet est pris en compte. Joseph Galinier, architecte de la ville, est chargé de réaliser les plans des marchés Victor-Hugo, celui des Carmes et celui de Saint-Cyprien. Mais en raison de nombreux problèmes, la construction est arrêtée. Galinier étant écarté, la municipalité organise un concours où deux architectes, MM. Laporte et Girard, proposent leur plan. Ce marché fut ouvert au public à partir du 1er juillet 1892 grâce à Charles Cavé, ingénieur constructeur, et Bertrand Galinier, entrepreneur.

## Lieux et monuments
- Le cimetière de Rapas, le plus ancien cimetière toulousain. Créé au XVIIe siècle, il s'appelait autrefois Saint-Nicolas. Il fut renommé un siècle plus tard Rapas : un forgeron céda à la ville des terrains permettant l'extension du cimetière à la condition de donner son nom à celui-ci.
- Le cours Dillon
- L'église du Sacré-Cœur, place de la Patte-d'Oie
- La maison à la Vigie, 2 avenue de Lombez/place de la Patte-d'Oie, probablement conçue par Auguste Virebent[14]
- L'église Saint-Nicolas
- L'hôpital de La Grave
- L'hôpital Joseph-Ducuing
- L'hôtel-Dieu Saint-Jacques
- Les Abattoirs, musée d'art moderne et contemporain
- Le marché couvert
- La place Hippolyte-Olivier et la fontaine du même nom
- Le pont Saint-Michel
- Le parc de la Prairie des Filtres
- Le théâtre Garonne
- La mairie annexe, ou Maison de la Citoyenneté rive gauche, anciens bains publics

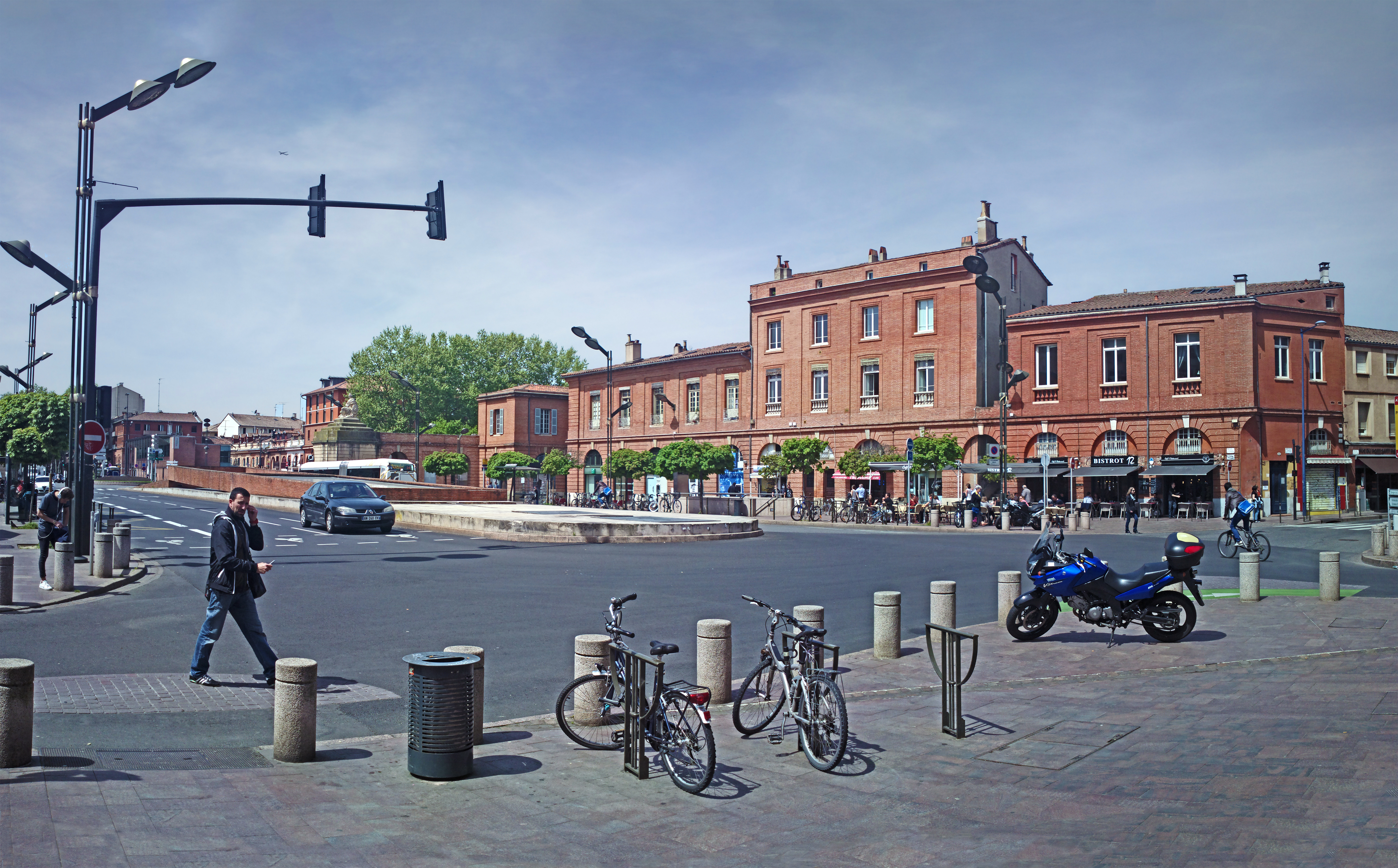
La place intérieure Saint-Cyprien.
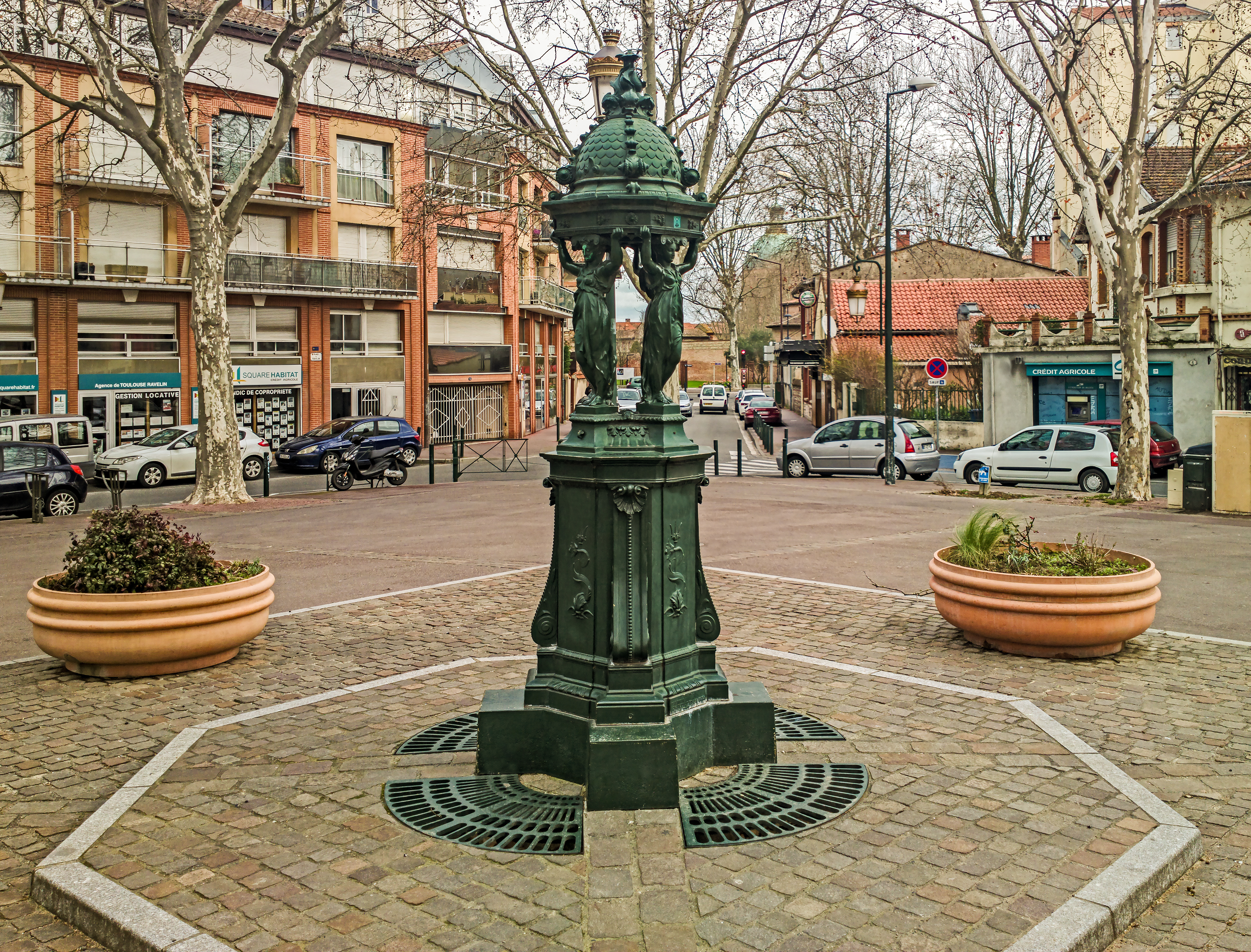
La fontaine Wallace de la place du Ravelin.
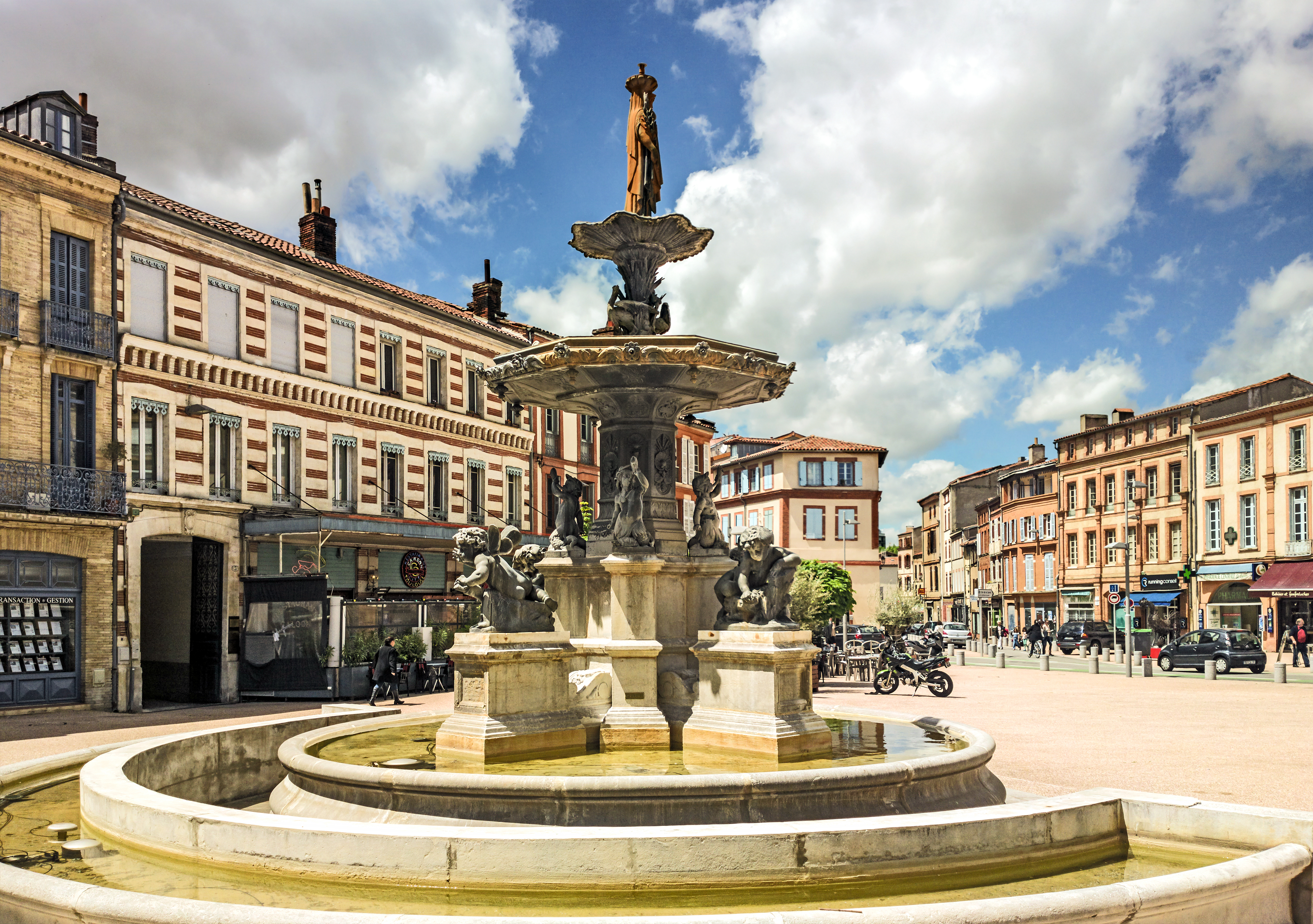
La place Hippolyte-Olivier.
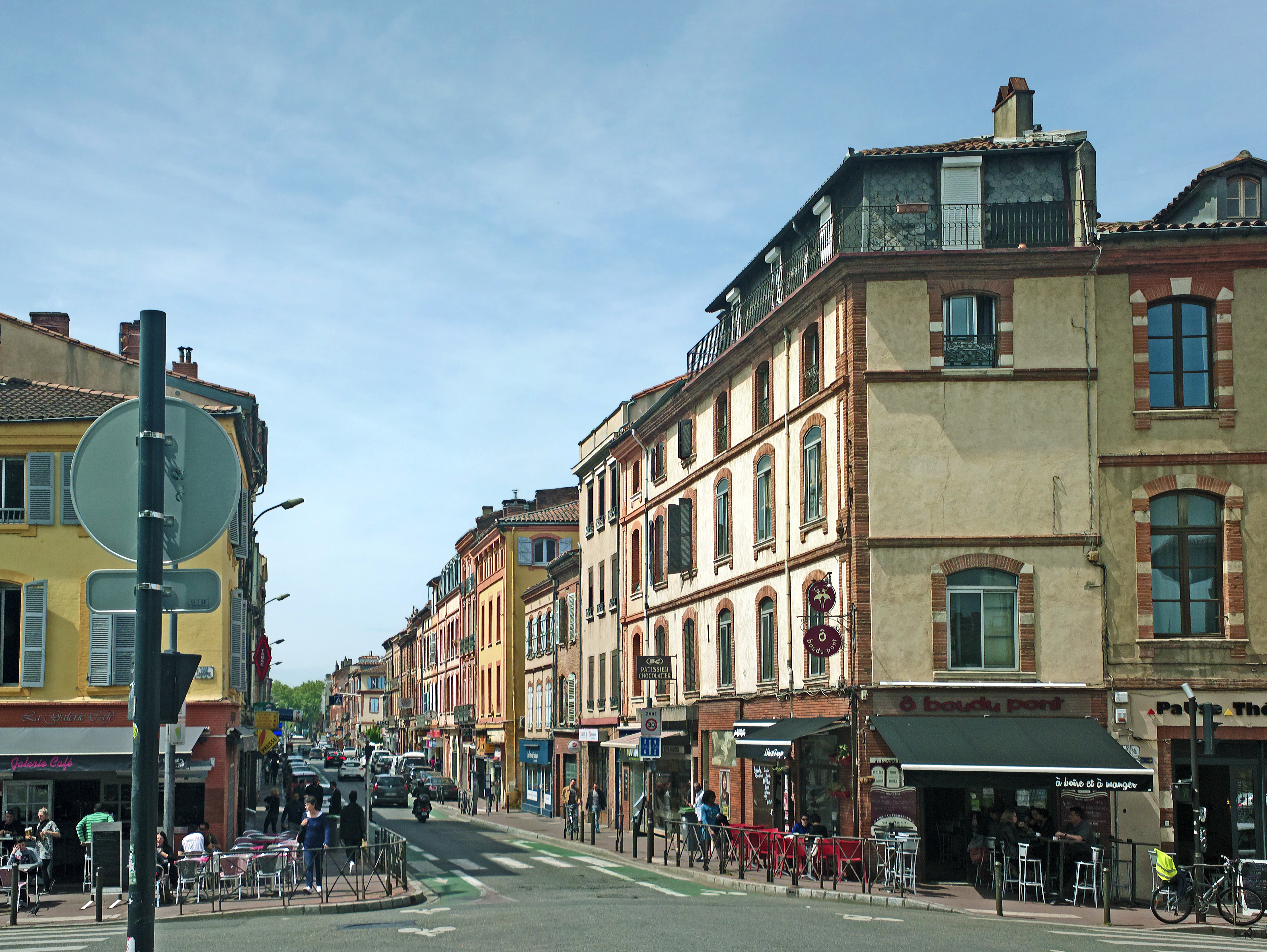
La rue de la République.
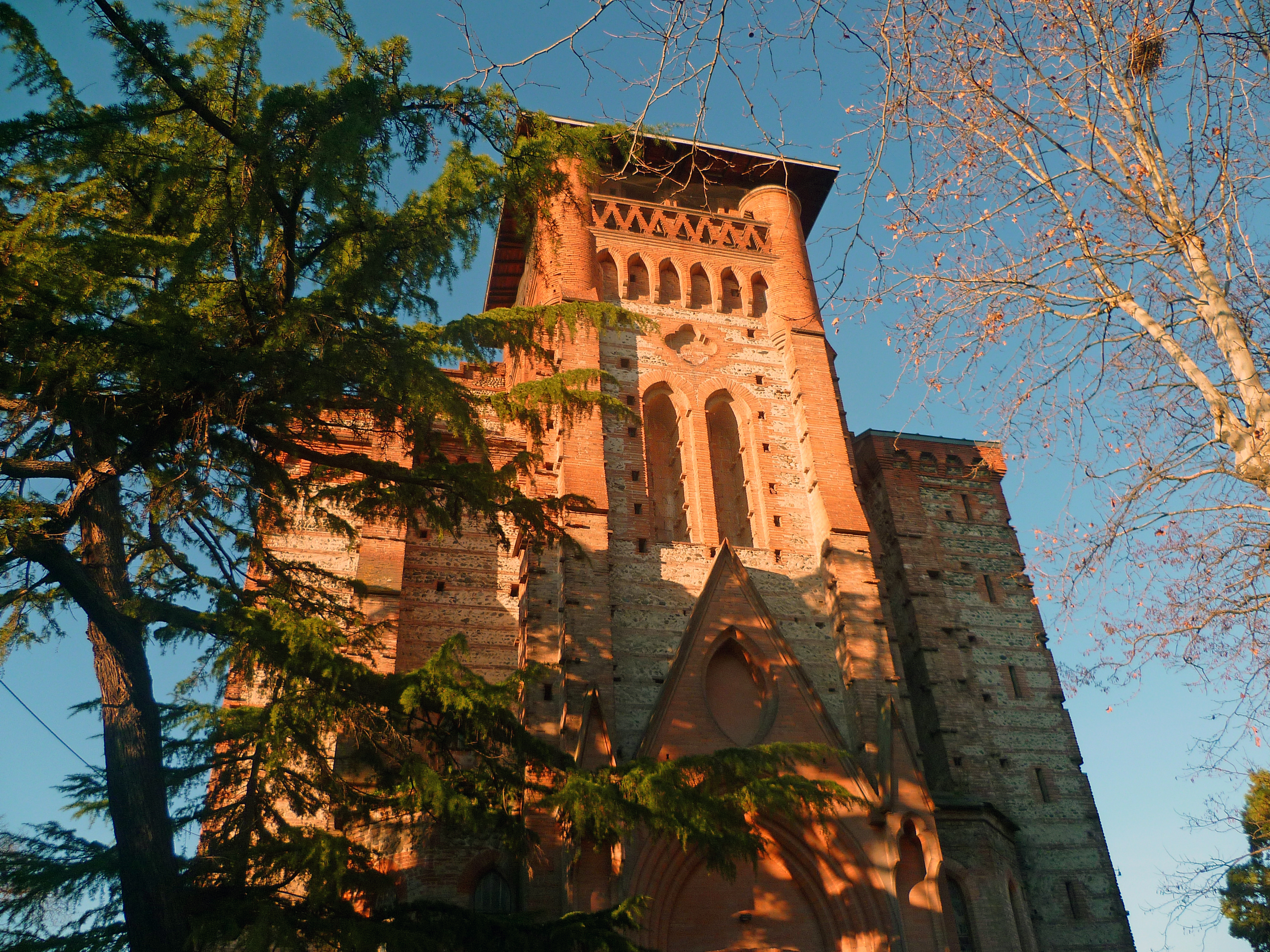
L'église du Sacré-Cœur.